# Világban Élő Kármel
A Világban Élő Kármel (VÉK) vagy Teréziánus Kármel Világban Élő Rendje vagy Sarutlan Karmeliták Világban Élő Rendje vagy Karmelita Világi Rend a Sarutlan Kármelita Rend harmadrendje, katolikus lelkiségi mozgalom. Tagjai a kármel szemlélődő lelkiségét igyekeznek megélni a világi hétköznapokban. A rend nem azonos a szintén karmelita lelkiségből merítő Skapuláré Társulattal.

## Története
A karmelita világi rend gyökerei egészen a XIV. századig nyúlnak, de szabályozott formában csak a XV. századtól létezik. Alapítója Boldog Soreth János. Az első szabályzatot 1452. október 7-én hagyta jóvá V. Miklós pápa, melyet 1476-ban IV. Szixtusz pápa erősített meg (Mare magnum privilegiorum kezdetű bulla). A világi rend a szabályzat alapján a karmelita lelkiséget követte.
Ávilai Szent Teréz rendi reformja következtében létrejött a Sarutlan Kármelita Rend. Ennek hatására a harmadrendiek (köztük a világiak is) szigorúbb szabályzatot kaptak. A sarus karmeliták generálisa, Theodor Stratius készítette el az új szabályozást 1635-ben, amit 1678-ban módosítottak. A sarus és sarutlan harmadrendiek is ezt használták. 1921. március 6-án a szabályozást ismét felülvizsgálták.
A II. Vatikáni zsinat előtt karmelita harmadrendnek (terciáriusoknak) nevezték a harmadrendi regulát követő világi közösségeket és szerzetesi kongregációkat is. A zsinat után a világiak a Világban Élő Karmelita Rend (VÉK) elnevezést kapták. A VÉK ún. Konstitúcióját 1979-ben megújították, majd pedig 2003. június 16-án aktualizálták. Ennek magyar fordítása a magyar rendtartományra vonatkozó első Tartományi Statútummal együtt 2007-ben készült el.
Magyarországon 1907 óta van hivatalosan elfogadott világi közösség. Az első, a budapesti Keresztes Szent János közösség ma is működik. A közösségek a második világháború utáni kommunista uralom alatt titokban működtek, 1989 után pedig újjá szerveződtek.

## Tevékenysége
A tagok az ún. szemlélődő lelkületet kívánják elsajátítani a mindennapokban. Ezt szüntelen imának, Isten jelenlétében élésnek is hívják. Ez az imádságforma nem azonos az ún. ajakimával (kimondott imaszöveg), vagy az ún. elmélkedéssel (Istennel kapcsolatos gondolkodás, szellemi tevékenység). 
Mindennapjaik megélésében a legfontosabb számukra az állapotbeli kötelességük keresztény módon való megélése. Ez főként a családot és a munkát jelenti. Ha épp nincs valóban szükséges családi, munkahelyi feladat, akkor következhet a szabadidő, aminek felhasználását egyeztetik a lelki vezetővel, elöljáróval. Nem figyelhetnek – még ha jónak is tűnik az ok – saját testi-szellemi vágyaikra, vagy mások elvárásaira, csak Isten akaratára, a nehézségek idején is.
Fontosnak tartják az imádságot, különösen a zsolozsmát, és a lehetőség szerinti napi szentáldozást.

### Tagság
Tag lehet egyedülálló vagy családos világi személy, illetve egyházmegyés pap is. A jelölt kora Magyarországon 25 és 50 év között lehet, aki hat hónap (Magyarországon általában min. 1, max. 1,5 év) ismerkedési idő elteltével egy kétéves képzésen (próbaidőn) vesz részt (Magyarországon 1 évvel meghosszabbítható). Ezután egy három évre szóló ideiglenes ígéretet tehet (Magyarországon 1,5 évvel meghosszabbítható), melynek leteltével engedélyt kaphat végleges ígérettételre. Ekkor válik teljes jogú taggá. Az ígéretet évente egyszer, Húsvéti időben megújítják. Házasoknak kérniük kell az ígérettételek előtt házastársuk írásbeli hozzájárulását. A jelöltnek szellemileg egészségesnek és érettnek kell lennie. A tagoknak a következő pontokban kell megfelelniük:
- Hitét gyakorló, római katolikus vallású. Nem katolikus keresztények is részt vehetnek a közösség életében, a közösség által meghatározott módon, de nem lehetnek tagok.
- Törekszik az életszentségre, keresi Isten akaratát, és ehhez fontosnak tartja a szemlélődést és az erények gyakorlását.
- Fontos számára az ima, elmélkedés, szemlélődés, és törekszik azok gyakorlati megvalósítására. Hangsúlyozottan a szemlélődés gyakorlására vágyik, Szűz Mária életpéldáját szem előtt tartva.
- A Sarutlan Karmelita Rend szentjeitől, különösképpen a rendalapító Avilai Szent Teréztől akar tanulni, ezért írásaikat olvassa, tanulmányozza.
- A Kármel lelkiségén keresztül akarja erősíteni a római katolikus egyházhoz való elköteleződését: vágyik rá, hogy a Világban Élő Kármel tagja lehessen, magáénak érzi az adott VÉK-közösséget, fontosabbnak tartja azt más közösségbeli tagságánál, és annak életében aktívan részt akar venni, hosszú távon is (Magyarországon nem lehet más világi rendnek vagy kongregációnak ígéretet tett vagy fogadalmas tagja).
- Közösségi tagként felelősségének érzi, hogy a Kármelben szerzett értékes ismereteit megossza környezetével.

Mivel a rendalapító a Regulát nem maga találta ki, hanem a Kármel hegyen hosszú idők óta élő remeték lelkiségét, gyakorlatát rögzítette, ezért a világi rendnek is azok lehetnek tagjai, akik nem a szabályok szerint alakítják, hanem felismerik azokban saját életformájukat. A VÉK közösségeket az Országos Konferencia fogja össze.

### Szabályzat
A VÉK tagjainak életét az Eredeti Regula, a VÉK Konstitúciója és a  VÉK Tartományi Statútuma szabályozza.
- A Regula a kolostorban és világban élőkre azonosan érvényes, amit még a rend alapítója állított össze, és ezen azóta nem is változtattak.
- A Konstitúció ennek az adott környezetben történő megvalósítását segíti, amit a vezetés a kor követelményeinek megfelelően időnként aktualizál.
- A magyar Tartományi Statútum kifejezetten a Magyarországon élő tagoknak szóló kiegészítés.
- Ezen kívül létezik minden közösségnek saját házszabálya, ami a közösségi feladatokat részletezi.

A világban élő rendtagok a Rend Szent Alapítóinak tanítása és karizmái szerint különleges érzékenységgel hisznek Isten szeretetében, a szemlélődő imádság gyakorlása, és ennek következményeként a lemondás, nagylelkű testvéri szeretet és apostoli buzgóság gyakorlására vágynak, Jézus Anyjának, Kármel Királynéjának különleges segítségében és pártfogásában bizakodva.